# Російська диверсійна діяльність в Україні (2014)

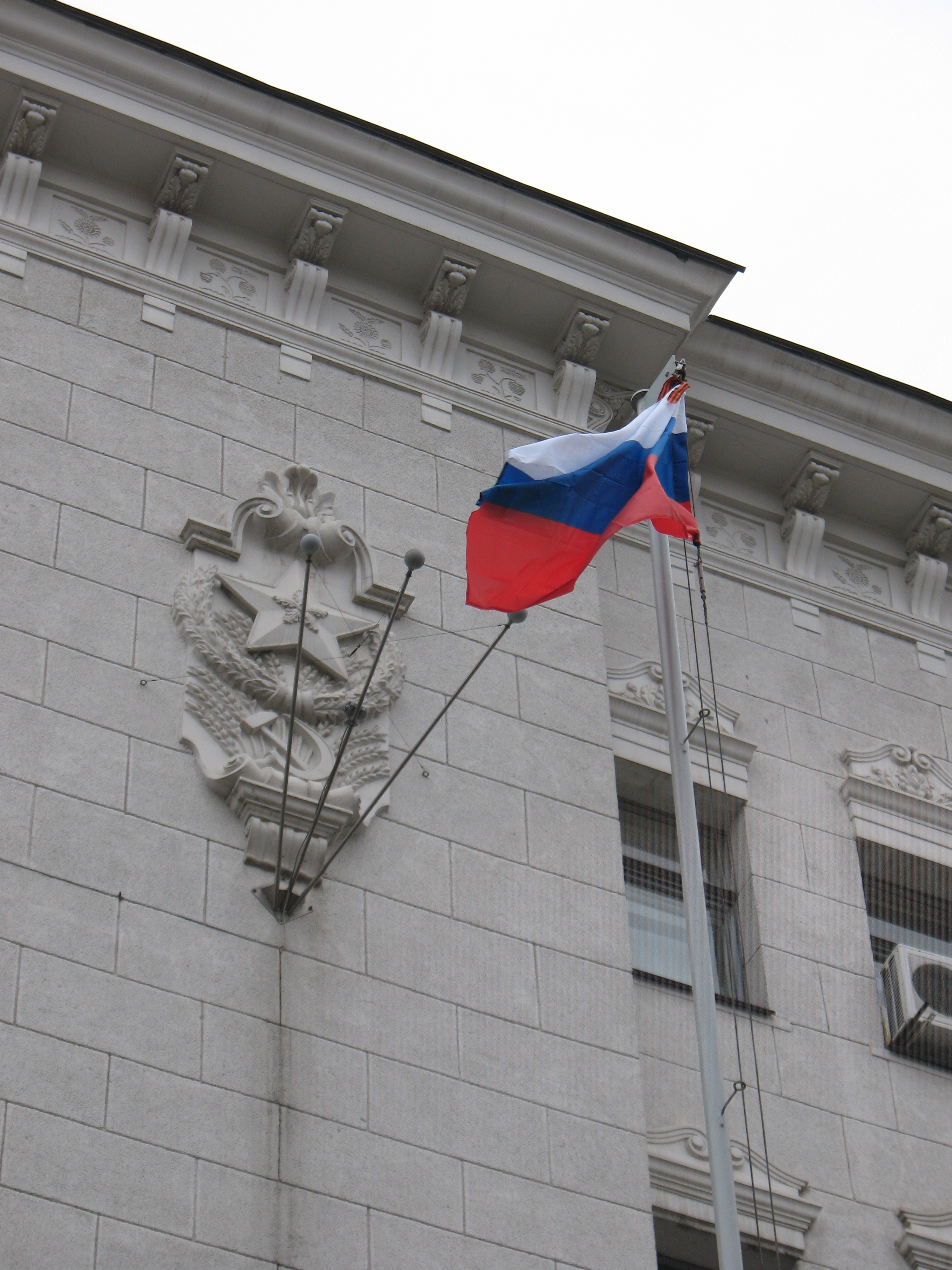
Російський прапор над Харківською міською радою

Російська диверсійна діяльність в Україні — комплекс дій, спланованих, організованих та втілених російськими спецслужбами в Україні за допомогою місцевих російських агентів впливу, проросійських сепаратистів, підготованих політичних туристів з Росії, кадрових диверсантів російських військ і співробітників ФСБ, починаючи з кінця лютого 2014 року, метою яких є дестабілізація політичної ситуації в Україні після революції гідності, провокування міжетнічних та міжрегіональних конфліктів, посилення сепаратистських рухів в Східній Україні. Ці диверсійні дії є  складовою більш широкої, на геополітичному рівні, атаки на українську державність, частинами якої є інформаційна війна проти України та пряма військова агресія — окупація Росією Автономної республіки Крим.
Особливого загострення та ескалації підривна діяльність на Сході набула на початку квітня 2014 на фоні проросійських виступів в Україні — «російської весни».

## Передумови
РФ вважала територію, де навесні 2014 пройшли проросійські виступи, частиною своєї держави задовго до цих подій. Так, громадянин Росії 1992 року народження отримав 2013 року закордонний паспорт, де місцем народження вказано загадкову Республіку Крим у складі Росії. А 13 серпня 2015 року Міністерство Закордонних Справ Литви оприлюднило сторінку виданого 2011 року закордонного паспорту РФ, де місцем народження особи зазначено Одеську область Росії.
Одним з перших появу російських диверсантів та провокацій передбачив російський опозиціонер та колишній радник Путіна, Андрій Ілларіонов. Як він зазначив в ефірі «Шустер Live», «Перше завдання — представити Україну в очах росіян та світу як територію хаосу, беззаконня та відсутності правового порядку, для того, щоб підтвердити заяви МЗС Росії. Для того, щоб показати, що Україна не відбулася як держава».
The Financial Times повідомляє, що з 2010 року Росія ще за кілька років до кримської кризи почала проникати в комп'ютерні системи України і в даний час проводить проти неї високотехнологічну кібероперацію з використанням вірусу Snake (Змія), про яку влада у Києві ледь здогадується. У Snake широкі можливості, і, по суті, це дуже просунутий інструмент шпигунства.

## Захоплення облдержадміністрацій та мітинги за федералізацію
Після окупації Автономії російськими військами, в кінці лютого — початку березня 2014, східними та південними обласними центрами одночасно прокотилася хвиля сепаратистських мітингів та захоплень облдержадміністрацій під російськими та радянськими прапорами, гаслами яких була федералізація України та вимоги «захисту від бандерівців».
1 березня росіянами та місцевими проросійськими активістами було захоплено Донецьку облдержадміністрацію, яку вже покинули чиновники. Як зазначила прес-служба Донецької ОДА, більшість мітингарів — не жителі Донецька, а приїжджі з Росії. Вони скандували «Донецьк — російське місто» і плутали прізвище донецького губернатора, вимагаючи його відставки. Міська рада Донецька на екстреному засіданні поставила під сумнів легітимність центральної влади, вирішила утворити місцеву муніципальну міліцію та створити з Луганською облдержадміністрацією стабілізаційний фонд Донбасу.
1 березня в Харкові півтори сотні людей із георгіївськими стрічками — учасники 30-тисячного мітингу примирення, ініційованого владою міста біля пам'ятника Леніну, штурмом узяли будівлю Харківської ОДА, де шість діб цілодобово перебували декілька сотень активістів Євромайдану, «Правого сектора», «УДАРу», «Свободи», «Батьківщини». В ході штурму постраждало 106 осіб, сімом немає і 18-ти років, 80 осіб доставлено в лікарні, десятьох госпіталізовано, один у важкому стані — він випав із вікна. Як заявив харківський правозахисник Євген Захаров, учасники штурму, озброєні холодною зброєю, жорстоко били активістів, плювали в них, ставили їх на коліна. За його словами, штурм будівлі ХОДА став свідченням грубого порушення прав людини. Пізніше було встановлено, що чоловік, який встановлював російський прапор на ХОДА — житель Москви. Як зазначив народний депутат Віталій Данилов, напередодні в Харків приїхали більше двох тисяч росіян на автобусах з Бєлгородської області, «саме вони почали бити прихильників Євромайдану і влаштовувати безлад. До їх прибуття мітинг в Харкові був виключно мирним». Данилов зазначив, що росіяни не вживали жодних політичних гасел, що їх завданням було лише спровокувати зіткнення. Відразу після вчинення провокації росіяни поїхали назад.

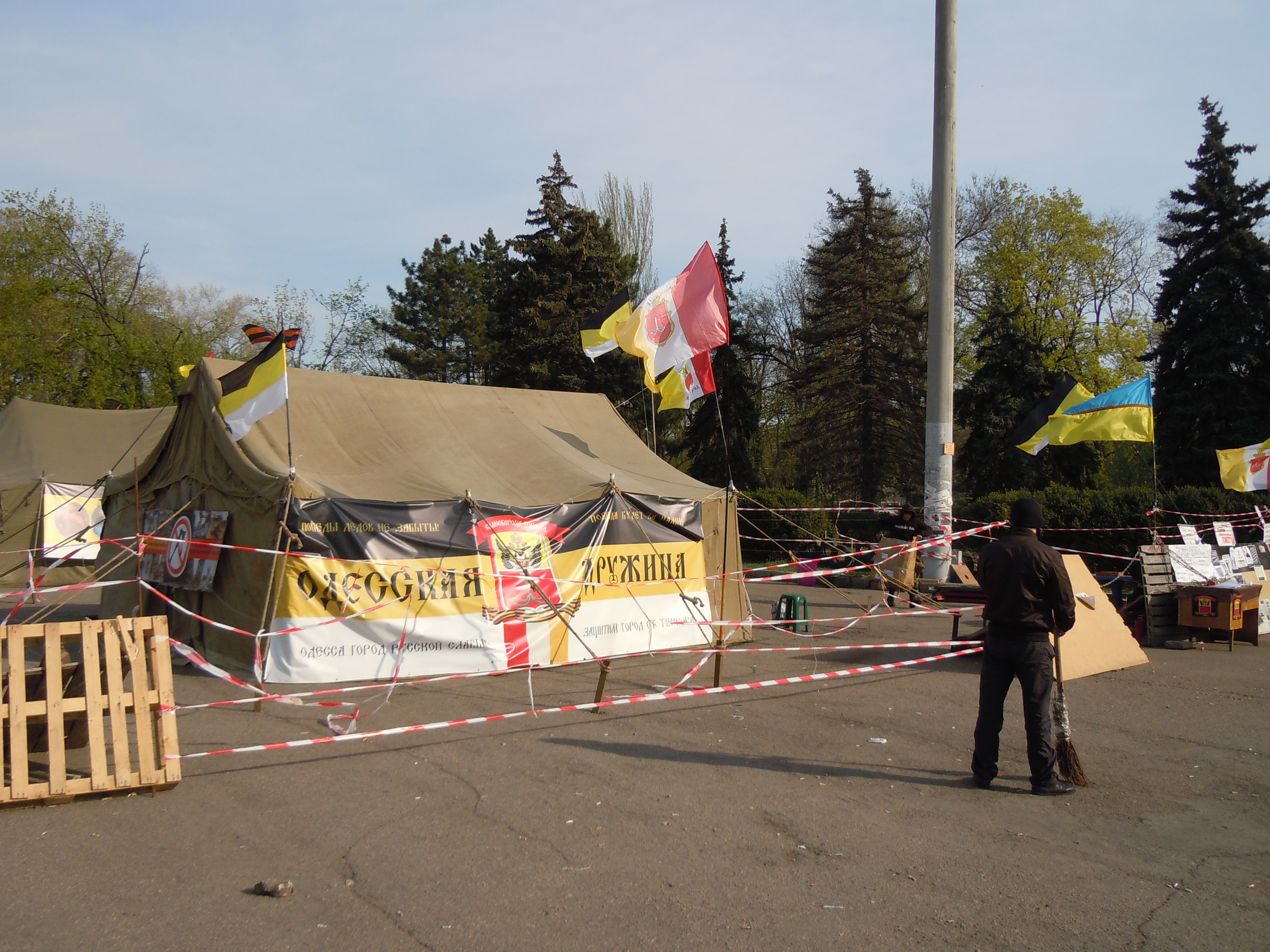
Наметове містечко проросійських активістів на Куликовому полі в Одесі

Схожі мітинги 1 березня відбувалися в обласних центрах півдня України. В Одесі був проведений кількатисячний проросійський мітинг за федералізацію та другу державну мову. За даними «Інтерфакс-Україна», у багатьох присутніх на мітингу були біти, палиці, амуніція. В Херсоні мітинг був набагато меншим — до 300 осіб, який швидко завершився. В Миколаєві мітинг під російськими прапорами зібрав кілька тисяч людей.

## Російські «гастролери»
Набуло розголосу зафіксування російських провокаторок, які з'являлись на багатьох антиукраїнських мітингах. Так, в Харкові 1 березня, вони підбурювали проросійських мітингувальників. На плечах — російський триколор, в руках — чорна маска з фашистською символікою і пляшка з-під мінералки, за їх словами, усе це конфіскували у майданівців, які захопили ОДА, і закликали вершити самосуд. Через два дні ці ж особи опинилися на мітингу в Севастополі вже в образі корінних одеситок, де розповіли, що в Одесі «озброєні бандерівці» забирають 50 % майна для фашистів, та агітували за референдум. Раніше диверсанток бачили ще в Києві на акціях проти Майдану. Пізніше ці особи вже грали роль українських біженок в Росії, де розповідали про жахіття в Україні[джерело?].
9 травня 2014 року у м. Славутичі було затримано 3-х громадян Росії, які вночі знімали з будівель Державні прапори України.

## Російська п'ята колона в Україні
Російська п'ята колона в Україні досить чисельна і включає як рухи і діячів, що відкрито висловлюють українофобську позицію, так і таких, хто діє під прикриттям. До найвпливовіших організацій різні джерела відносять такі:
- Партія регіонів
- Комуністична партія України
- Прогресивна соціалістична партія України
- Російська Православна Церква
- та інші.

## Затримання російських диверсантів

### Березень 2014

мапа-схема основних подій в Харкові навесні 2014

За даними СБУ, іноземні шпигуни і диверсанти заполонили Україну в 2014 році. За повідомленням прес-центру СБУ за березень 2014 було затримано таку кількість диверсійних груп шпигунів і диверсантів, яку затримували за всі часи незалежності України. Згідно з повідомленням СБУ диверсанти і шпигуни прибувають до України для збору інформації про пересування військових частин, їхнє розташування, отримання інформації з грифом «Таємно», дестабілізації суспільно-політичної ситуації в державі, а також для вербування українських громадян, та передачі їм грошей, вибухівки, зброї.
11 березня Управління СБУ в Донецькій області заявило, що Російська Федерація має намір насичувати регіон диверсійними групами, в яких буде не більше двох осіб і які будуть формуватися на місцях у оформлені загони. Співробітники СБУ в ніч на 11 березня затримали в Донецьку громадянина Росії, який прибув до України для формування диверсійних груп. Затриманий є уродженцем Криму, 1977 року народження, який живе в Москві. Служба безпеки відпрацьовувала цю людину впродовж останніх 15 діб. За словами глави обласного СБУ Валерія Іванова, провокації можливі не лише в Донецьку, але й Маріуполі, Горлівці, Слов'янську, Дзержинську, Краматорську.
14 березня 2014 прикордонники при виїзді з Криму затримали озброєного росіянина — співробітника військової розвідки РФ, який виконував шпигунсько-диверсійні завдання — мав при собі кілька посвідчень на різні прізвища, автомат АК-74 та 180 набоїв до нього, пістолет Макарова та 24 набої до нього, та бронежилет.
20 березня Служба безпеки України затримала кадрового співробітника Головного розвідувального управління Генерального штабу Збройних сил РФ, громадянина Російської Федерації В. Макарова, який протягом двох років перебував на території України під чужими даними, як громадянин України і активно вербував українських громадян, переважно військовослужбовців, для отримання інформації, яка є державною таємницею. Був затриманий «на гарячому» під час отримання ним документації з грифом «секретно» про новітні системи самонаведення боєголовок.
30 березня 2014 СБУ затримала капітана КДБ Придністров'я С. Кузьмука, який зустрічався з агентом-громадянином України і намагався налагодити канал незаконного постачання зброї та боєприпасів з території Придністров'я в Україну з метою дестабілізації суспільно-політичної ситуації та зриву виборів президента України. Крім того, офіцер КДБ збирав розвіддані стосовно військових частин Збройних сил України, їх кількості, передислокації та стану боєготовності.

### Квітень 2014
3 квітня Служба безпеки України затримала на території Львівської області двох громадян Росії 1987 р.н. і 1986 р.н., які мали намір захопити у заручники кількох громадян України, один з яких є кандидатом у президенти України.
5 квітня 2014 СБУ спільно з прикордонниками у пункті пропуску «Красна Талівка» (Луганська область) затримали громадянина РФ Банних Романа Сергійовича (зареєстрований за адресою: військова частина 13204, яка входить до складу Головного розвідувального управління Генштабу Збройних сил Російської Федерації), який вдруге намагався перетнути державний кордон України (намагався в'їхати 9 березня, але прикордонники не пропустили) для безпосередньої організації та координації сепаратистських акцій у Луганську. Встановлено, що він безпосередньо організовував і координував з території РФ роботу диверсійної групи, яка діяла в Україні. На початку березня чотирьох членів однієї такої групи, яка виконувала спеціальне завдання з організації негласної антидержавної кампанії в Донецькій області: громадянина РФ В. Негрієнка, громадян України М. Чумаченка, В. Іванова і О. Головіна — СБУ затримала в Донецьку за організацію масових заходів з метою повалення конституційного ладу, поширення антидержавних настроїв серед населення, провокування до радикальних дій, захоплення державних будівель. Під час затримання 10 березня Негрієнко мав при собі вибухову речовину з електродетонаторами й елементами ураження. В Донецьку Негрієнко організовував підпільні осередки, намагався залучити до протиправної діяльності спецпризначенців МВС України, забезпечував екстремістів зброєю та вибухівкою.
8 квітня СБУ затримала 22-річну громадянку Росії, яка виконувала завдання спецслужб РФ щодо дестабілізації ситуації у південних областях України. 22-річна Марія Коледа прибула в Херсон 4 квітня. Протягом 5-6 квітня іноземка провела низку зустрічей із лідерами та активістами проросійських рухів у Херсоні та в районах області. 7 квітня Коледа брала безпосередню участь у сутичках під Миколаївською ОДА, під час яких застосовувала вогнепальну зброю. За її ж словами, при цьому вона поранила трьох осіб. Під час затримання у росіянки вилучено травматичний пістолет, переобладнаний під стрільбу бойовими патронами та методичні рекомендації для підготовки диверсійних груп.
9 квітня 2014 співробітники Служби безпеки України затримали жителя Херсонської області, який планував на чолі озброєної групи здійснити захоплення стратегічних об'єктів, зокрема Каховської ГЕС. Він створив групу з числа проросійських жителів Херсонщини і за сприяння російської сторони, через сотника так званої «самооборони Криму», готувався отримати автоматичну зброю. Виконуюючи завдання військової розвідки Росії, збирав і передавав своїм кураторам у Криму інформацію щодо місць дислокації й переміщень підрозділів Збройних сил України у Херсонській області.
10 квітня 2014 року в Чернігівській області співробітники СБУ та Державної прикордонної служби затримали громадянина Російської Федерації, який намагався потягом Полоцьк — Сімферополь в'їхати на територію України та АР Крим. Під час допиту росіянин зізнався у виконанні диверсійних завдань в інтересах спецслужб Росії: дестабілізації ситуації у південних регіонах України, та тероризування мирного населення. Під час особистого догляду у нього виявили: 5 мобільних телефонів, 23 сім-карти, 17 сигнальних ракет та 5 пристроїв для здійснення пуску цих ракет, два військових квитка Збройних Сил РФ, три фотоапарати, 11 карт пам'яті для цифрового фотоапарата та таблицю позивних радіозв'язку. У блокноті затриманого знайшли номер мобільного телефону офіційної особи ФСБ РФ, безпосереднього координатора диверсанта.
11 квітня 2014 року близько 18.30 військові ЗСУ в Чернігівській області затримали диверсанта Сергія Ю. (1976 р.н), який знімав на телефон дислокацію зенітно-ракетної частини. Під час проведення огляду автомобіля затриманого було виявлено малу саперну лопатку, бейсбольну биту, бінокль, мобільний телефон та зошит. Під час перегляду мобільного телефону, виявлені супутникові зображення місцевості та інструкція з виготовлення вибухівки. В зошиті був зображений маршрут руху. Затриманого передано співробітникам СБУ. Інформацію про підозрілого чоловіка військовикам анонімно повідомили телефоном.
11 квітня 2014 року голова Херсонської обладміністрації Юрій Одарченко розповів «Главкому», що СБУ затримало в Херсонській області диверсійні групи, які намагалися ставити мітки для ведення зенітного вогню
14 квітня в інтерв'ю Громадському, секретар РНБО Андрій Парубій відзначив, що українські спецслужби затримали на території країни співробітників російського ГРУ, причетних до розпалювання протистояння на сході, а українська розвідка має досить доказів причетності російських спецслужб до заворушень у східних областях
14 квітня 2014 року СБУ оприлюднила перехоплені телефонні розмови сепаратистів у Слов'янську із їхнім російським керівництвом, які свідчать про те, що у Східній частині України відбувається широкомасштабна військова агресія Російської Федерації, яка здійснюється силами розвідувально-диверсійних груп ГРУ генштабу збройних сил РФ.
16 квітня СБУ повідомила про затримання громадянина України «О», який за завданням російської спецслужби, 6-10 квітня організовував масові заворушення у Луганську, що супроводжувалися насильством, погромами, підпалами, захопленням адміністративних будівель. За даними СБУ, громадянин «О» налагодив канал постачання зброї для заворушників і надавав їм вказівки щодо продовження тероризування місцевих мешканців та способів протидії працівникам правоохоронних органів.
16 квітня 2014 року на закритому засіданні Верховної Ради глава СБУ повідомив, що українським спецслужбам вдалося заарештувати 23 кадрових офіцера Головного розвідувального управління Росії. Агентурна мережа, за словами глави СБУ, створювалася 2-3 роки.
17 квітня на брифінгу в СБУ повідомили, що затримали двох громадян України, які у східних регіонах здійснювали диверсійно-підривну діяльність, виконуючи завдання російських спецслужб. Сергій Ржавський — член диверсійної групи, яка виконувала завдання ГРУ Генерального штабу Збройних сил РФ та тероризувала мирне населення в місті Слов'янську, Донецької області. Інший затриманий — Олексій Бєлоус, активіст організації «Донецька республіка», брав участь у масових заворушеннях в Донецькій і Луганській областях із застосуванням зброї та вибухових речовин та безпосередньо координував діяльність з російською стороною
21 квітня 2014 СБУ повідомила, що викрила і припинила розвідувально-підривну акцію спецслужб Російської Федерації, спрямовану на шкоду міжнародному іміджу нашої держави. У 2012 році полковник ФСБ РФ Олексій Олександрович Чепік завербував громадянина України, а в січні-лютому 2014 року Чепік поставив завербованому завдання встановити контакт з активістами і керівництвом УНА-УНСО та здійснити під контролем ФСБ контрабандне постачання стрілецької зброї до Російської Федерації, з подальшою метою після ліквідації «покупців» зброї на міжнародному рівні висунути на адресу України звинувачення в організації постачання зброї терористичним організаціям в Росії
29 квітня у Миколаївській області Служба безпеки України викрила і припинила злочинну діяльність групи осіб, які планували здійснити вибух під час покладання ветеранами квітів до монументу Великої Вітчизняної війни в обласному центрі.
30 квітня СБУ разом з Державною прикордонною службою затримала двох громадян Російської Федерації та громадянина Білорусі, які прямували до м. Донецьк для участі у збройному протистоянні. Вони планували прибути в Луганськ до захопленого бойовиками приміщення УСБУ, а потім їх мали переправити в Донецьк для посилення місцевих бандформувань. В затриманих вилучено холодну зброю та іншу військову амуніцію.
30 квітня СБУ повідомила, що завербовані російською розвідкою громадяни України проходили раніше вишкіл у військовому таборі на базі навчального центру морської піхоти під Феодосією. Громадяни України, які вступали до незаконних озброєних формувань, отримували по 100 гривень на добу, а ті хто мав військову підготовку — у декілька разів більше.

### Травень 2014
1 травня у Харківській області Служба безпеки України викрила й припинила діяльність групи екстремістів, які планували 9 травня здійснити вибухи під час масових заходів. Зокрема 30 квітня СБУ затримала лідера громадського проросійського об'єднання «Великая Русь» Ю. Апухтіна та вилучила в офісі об'єднання гранату «Ф-1», пістолет «Зоракі», пристосований для стрільби бойовими набоями, набої, готівку, російську символіку та листівки сепаратистського характеру.
7 травня в рамках АТО контррозвідка Служби безпеки України припинила діяльність диверсійної групи з п'яти чоловік, яка діяла на території Запорізької області. Групою керував громадянин Російської Федерації Максим Юрійович Бєлоусов, 03.03.1978 р.н., житель Ростова-на-Дону. Завданням групи було проведення диверсійних і терористичних актів із метою дестабілізації ситуації в регіоні. Підготовка диверсантів здійснювалася на базі в районі Таганрога (РФ). У період із 7 до 9 травня диверсанти планували взяти участь у масових заворушеннях в Антрациті Луганської області. В них вилучені гранати і вогнепальну зброю.
21 травня стало відомо, що українські силовики затримали 2-х членів розвідувально-диверсійної групи, яка збирала інформацію поблизу блокпостів українських сил антитерористичної операції, а також мали на озброєнні 2 одиниці РПГ-26, 2 одиниці РПГ-7В, автомат АК-74 з підствольним гранатометом, патрони до автомата Калашникова, гранати для підствольного гранатомета. Затримані, серед іншого, повідомили про підготовку військовослужбовців з Росії офіцерами ГРУ та ФСБ, яка відбувається також і у військових частинах збройних сил Росії. Автомати, які були вилучені в них, ідентифіковані як зброя, захоплена російськими військовими під час штурму батальйону морської піхоти ВМС України у березні 2014 року у Феодосії.
22 травня у Черкасах співробітниками СБУ був затриманий старший офіцер навчального центру однієї з військових частин, який створив незаконне об'єднання «Національно-визвольний рух. Черкаси», а також виготовляв і поширював матеріали із закликами до військовослужбовців не виконувати накази керівництва та насильницької зміни влади в Україні.
25 травня 2014 року у ході спецоперації в Бердянському районі Запорізької області співробітники СБУ виявили та вилучили 73 ящики з озброєнням, які були доставлені терористам морським шляхом з Севастополя. Оперативники вилучили 88 автоматів АК-74, 5 кулеметів РПК-74, 3 кулемети ПКМ, 24 гранатомети РПГ-22, 918 гранат РГД, 20 880 набоїв. Встановлено, що вказану зброю сепаратисти мали намір застосувати під час запланованих терористичних акцій, у тому числі, захопленні морського порту і адміністративних будівель в Бердянську і Миколаєві у день виборів Президента України. За даними спецслужби, одним з організаторів незаконного постачання зброї є колишній очільник СБУ Олександр Якименко.
28 травня Служба безпеки України затримала одеситів, які стали найманцями російських спецслужб. Майбутні диверсанти планували виїхати до Москви для проходження відповідної підготовки в одній із законспірованих спецшкіл ГРУ ГШ МО РФ. Диверсійною групою керував 45-річний громадянин України — колишній майор ВДВ, інструктор парашутної підготовки. Більшість учасників терористичної групи раніше проходили службу в спецпідрозділах збройних сил

### Червень 2014
2 червня на Луганщині при спробі в'їзду в Україну прикордонники відділу «Мілове» затримали 38-річного громадянина Росії, який раніше влаштовував диверсії в Донецькій області. Росіянин брав активну участь в організації масових заворушень з використанням зброї на території Донецької області, у захопленні Донецької ОДА, районних державних адміністрацій та правоохоронних органів. Затриманий повідомив, що має досвід бойових дій в гарячих точках, брав участь у чеченській кампанії та зізнався, що в Україну прямував для участі в незаконних збройних формуваннях за грошову винагороду.
15 червня у Миколаєві силовики затримали 39-річний місцевого громадянина «Ш», який отримав завдання від представників російського штабу «Казачья национальная гвардия» і підшукував у Херсонській, Миколаївській та Одеській областях учасників для проведення диверсій готував та проводив на південному сході України терористичні та сепаратистські акції. Він мав намір спільно з бойовиками терористичної організації «ЛНР» вивести з ладу бойові літаки ЗС України, які дислокуються на військовому аеродромі в Миколаївській області. Під час затримання в нього вилучили карту військового аеродрому та знайдено набої до автоматичної стрілецької зброї та бойову гранату.
23 червня в пунктах пропуску на кордоні з Росією були затримані двоє росіян, які намагалися перетнути кордон і займатися диверсійною діяльністю на території України
25 червня працівники Служби безпеки України затримали 59-річний киянина, професора одного зі столичних вишів, який був завербований співробітником ФСБ РФ ще у 2005 році — під час поїздки до Москви. Зв'язок зі своїм куратором з іноземної спецслужби на ім'я «Олександр В'ячеславович» «законсервований» агент здійснював через мобільний телефон. На початку травня цього року він отримав завдання у день виборів президента України з метою перешкоджання підрахунку голосів пошкодити кабель електромереж та знеструмити адмінбудівлю ЦВК, але ця диверсія йому не вдалася. Чергове завдання від ФСБ було вчинити провокацію 28 червня — у День Конституції. Він мав здійснити обстріл сигнальними ракетами будівлі Посольства Республіки Польща у центрі Києва та підкинути на місце злочину символіку «Правого Сектора» з метою дискредитації цієї організації. Зі слів професора, російські керівники пообіцяли йому за це три тисячі євро.
28 червня у Миколаєві було затримано російського диверсанта, який вів спостереження за місцевим аеропортом. Завданням диверсанта було виведення з ладу злітно-посадочної смуги аеродрому, при ньому була вибухівка і граната, яких вистачило б для пошкодження злітної смуги і літаків.

### Липень 2014
4 липня 2014 року контррозвідкою СБУ на території Харківщини затримано двох громадян України, які у складі розвідувально-диверсійної групи ГРУ Генштабу ЗС РФ під керівництвом І. Бєзлєра на прізвисько «Бєс», захоплювали адмінбудівлі органів держвлади та правоохоронних органів України, брали заручників та вели бойові дії проти українських військових. За свідченнями бойовиків, їхня група була сформована представниками ГРУ ГШ ЗС РФ та пройшла спеціальну бойову підготовку в таборі російської спецслужби на території АР Крим. Надалі, групу було нелегально переправлено російською військовою розвідкою на територію України через Ростовську область РФ каналом, який контролювався прикордонниками ФСБ Російської Федерації.
10 липня СБУ затримала в Одесі організаторів диверсійно-підривної групи, яка планувала захоплення влади у місті. Затриманий організатор злочинної групи, громадянин Росії Олександр Якименко та співорганізатор, громадянин України Юрій Трофімов планували захопити владу та створити так звану маріонеткову «Одеську народну республіку» За даними СБУ, штаб резидентури налічував до 50 осіб котрі готували терористичні акти стосовно посадовців, іноземних громадян. СБУ вилучила списки бойовиків з числа мешканців регіону з їхніми детальними диверсійними завданнями, а також знайшла зброю та документи з кошторисом диверсантів, який свідчить про фінансування мережі з Росії, і розписки про отримання коштів.
11 липня СБУ затримала керівника диверсантів — 42-річного жителя Дніпропетровська, який займався підривною діяльністю в Україні. Встановлено, що під час поїздок в Луганськ навесні 2014 року він був завербований представниками ГРУ ГШ РФ та займався вербуванням найманців серед місцевих жителів для підтримки терористів у Донецькій і Луганській областях, також створив диверсійну групу з числа 30 осіб, яку він передав під безпосереднє керівництво терориста, громадянина РФ Ігоря Безлера («Бєса»). Згодом він приєднався до диверсійної групи, яка діяла на території Луганської області та підпорядковувалася представникам російської розвідки. За свідченнями затриманого, він також збирав і передавав терористам секретну інформацію про передислокацію українських військових у зоні антитерористичної операції.
22 липня на Донеччині СБУ викрила диверсійно-підривну групу, члени які співпрацювали з російськими спецслужбами, незаконно постачали в Україну з РФ військове спорядження та найманців та збирали та передавали терористам відомості військового характеру про дислокацію підрозділів ЗС України в зоні АТО. Один із керівників групи, який отримував завдання безпосередньо від російських кураторів — громадянин України «Г» (прізвисько «Натан»), уродженець та мешканець Донецька

### Жовтень 2014
20 жовтня 2014 року стало відомо групу, яка діяла за сценарієм російським спецслужб і мала провести терористичні акти проти українських високопосадовців, на підприємствах зв'язку, транспорту та комунального господарства в столиці, зокрема, обстріляти будівлі Кабінету Міністрів України та Центральної виборчої комісії України у ніч з 25 на 26 жовтня, підірвати літак у аеропорту «Жуляни» зранку 26 жовтня, а також з 24 жовтня почати розклеювати листівки від імені «Київської народної республіки» і розпочати у Києві масові заворушення проти влади. Було виявлено схованку, в якій знайдено ПЗРК, протитанкові гранатомети, реактивні вогнемети, гранати.

### Листопад 2014
У середині листопада 2014 року правоохоронці виявили у Костянтинівському районі Донецької області схованку зі зброєю, а співробітники СБУ у Донецькій області затримали двох громадян України, що розвідували інформацію для російських спецслужб.. Також прикордонники затримали на Харківщині громадина Росії, в якого було знайдено камуфляж, сухі пайки та теплі речі, який пояснив, що їхав на Донбас воювати танкістом на боці бойовиків.

## Реакція держави
У березні 2014 року СБУ попереджала про наміри керівництва Росії направляти в Донецьку область диверсійні групи
Згідно з даними Служби безпеки України, ФСБ та ГРУ ГШ ЗС Росії прямо причетні до військової аґресії, збройного конфлікту проти України за участі Росії в 2014 році:
|  | Планування, фінансування та реалізація Росією військової агресії на території Луганської та Донецької областей організовується, спрямовується, здійснюється силами, насамперед, Федеральної служби безпеки Російської Федерації, Головного розвідувального управління Збройних Сил Російської Федерації, найманців усіляких видів і сортів з усієї Росії, і в тому числі найманців і з України. При цьому використовуються ті джерела і канали фінансування, які застосовуються злочинними організаціями для закупівлі зброї, з якої розстрілюється мирне населення України |